# Championnat de Djibouti de football 2015-2016
Navigation
Edition précédente Edition suivante
La saison 2015-2016 du Championnat de Djibouti de football est la 26e édition du championnat de première division nationale. Les dix clubs engagés sont regroupés au sein d'une poule unique où ils s'affrontent à deux reprises au cours de la saison. À l'issue du championnat, les deux derniers du classement final sont relégués et remplacés par les deux meilleurs clubs de Division 2.
C'est l'AS Ali Sabieh, triple tenant du titre, qui remporte à nouveau la compétition cette saison après avoir terminé en tête du classement final, avec neuf points d'avance sur l'AS Port et l'AS Gendarmerie Nationale. Il s'agit du cinquième titre de champion de Djibouti de l'histoire du club, le quatrième consécutif. Il réalise d'ailleurs le doublé en s'imposant largement en finale de la Coupe nationale, face au FC Dikhil.

## Participants
- AS Ali Sabieh
- AS Port
- AS Compagnie Djibouti-Éthiopie/Arta
- Garde Républicaine FC
- AS Tadjourah
- Hôpital de Balbala FC
- Université de Djibouti FC - Promu de Division 2
- AS Gendarmerie Nationale
- SDVK I - Promu de Division 2
- Dikhil Football Club

## Compétition

### Classement
Le classement est établi sur le barème de points classique (victoire à 3 points, match nul à 1, défaite à 0). Pour départager les égalités, on tient d'abord compte de la différence de buts générale, puis du nombre de buts marqués, puis des confrontations directes.
| Rang | Équipe                              | Pts | J  | G  | N | P  | Bp | Bc | Diff |
| ---- | ----------------------------------- | --- | -- | -- | - | -- | -- | -- | ---- |
| 1    | AS Ali SabiehT                      | 47  | 18 | 15 | 2 | 1  | 49 | 12 | +37  |
| 2    | AS Port                             | 38  | 18 | 12 | 2 | 4  | 30 | 17 | +13  |
| 3    | AS Gendarmerie Nationale            | 38  | 18 | 12 | 2 | 4  | 36 | 18 | +18  |
| 4    | Garde Républicaine FCC              | 34  | 18 | 11 | 1 | 6  | 37 | 20 | +17  |
| 5    | Université de Djibouti FCP          | 29  | 18 | 8  | 5 | 5  | 29 | 20 | +9   |
| 6    | Dikhil Football Club                | 25  | 18 | 7  | 4 | 7  | 27 | 29 | -2   |
| 7    | Hôpital de Balbala FC               | 16  | 18 | 5  | 1 | 12 | 17 | 32 | -15  |
| 8    | AS Compagnie Djibouti-Éthiopie/Arta | 15  | 18 | 5  | 0 | 13 | 18 | 44 | -26  |
| 9    | AS Tadjourah                        | 13  | 18 | 4  | 1 | 13 | 16 | 38 | -22  |
| 10   | SDVK IP                             | 6   | 18 | 2  | 0 | 16 | 15 | 44 | -29  |

|  | Qualification pour le Championnat arabe des clubs 2017                            |
|  | Relégation en Division 2                                                          |
|  | T : Tenant du titre C : Vainqueur de la Coupe de Djibouti P : Promu de Division 2 |

## Bilan de la saison
| Championnat de Djibouti de football 2015-2016 |                          |
| Champion                                      | AS Ali Sabieh (5e titre) |
| Coupes et trophées                            |                          |
| Vainqueur de la Coupe de Djibouti 2015-2016   | AS Ali Sabieh            |
| Qualifications continentales                  |                          |
| Ligue des champions de la CAF 2017            | Aucun                    |
| Coupe de la confédération 2017                | Aucun                    |
| Championnat arabe des clubs 2017              | AS Ali Sabieh            |
| Promotions et relégations                     |                          |
| Promus en Division 1                          | Cité Stade FC            |
| Promus en Division 1                          | Arhiba Football Club     |
| Relégués en Division 2                        | SDVK I                   |
| Relégués en Division 2                        | AS Tadjourah             |